# الاباما هیل (کالیفرنیا)
الاباما هیل، کالیفرنیا (به انگلیسی: Alabama Hill, California) یک منطقهٔ مسکونی در ایالات متحده آمریکا است که در کالیفرنیا واقع شده‌است.

## خصوصیات
الاباما هیل ۹۰۵ متر بالاتر از سطح دریا واقع شده‌است.